# USS Saratoga (CV-60)
«Саратога» — (англ. USS Saratoga (CV-60)) — американский авианосец, второй корабль типа «Форрестол». Шестой корабль США, названный в честь битвы при Саратоге.
Контракт на постройку авианосца был подписан с компанией New York Naval Shipyard 23 июля 1952 года. Закладка корабля состоялась 16 декабря 1952 года, спуск на воду 8 октября 1955 года, авианосец введён в состав флота 14 апреля 1956 года. Выведен из состава флота 20 августа 1994 года.
Службу проходил в бассейне Атлантического океана, осуществлял походы в Средиземное море и северную Атлантику.